# João Carlos Martins
João Carlos Gandra da Silva Martins (Pronunciació portuguesa: [ʒuˈɐ̃w ˈkaɾlus maɾˈtʃĩs]; São Paulo, Brasil, 25 de juny de 1940) és un aclamat pianista clàssic i director d'orquestra brasiler, que ha actuat amb les principals orquestres dels Estats Units, Europa i Brasil.
És conegut com un gran intèrpret de Bach i ha gravat les seves obres completes per a teclat. Durant dècades, Martins ha estat contractat com a pianista principal de l'Orquestra Simfònica de Boston, la Filharmònica de Los Angeles i altres formacions. El New York Times va escriure: "El mestre Martins ha viscut una vida de renom, repte, tenacitat i triomf suficient per omplir una viva memòria".
Després que la seva carrera com a concertista es torcés per culpa d'una successió lesions i accidents, es va reinventar com a director d'orquestra amb èxit, dirigint centenars d'actuacions a tot el món, inclosos els aclamats concerts al Carnegie Hall. És director de l'English Chamber Orchestra i de l'Orquestra Filharmònica Bachiana. També ha fundat programes socials per a joves desfavorits a Amèrica Llatina.
Martins va anunciar la seva retirada dels escenaris el febrer del 2019. A finals del 2019, després de dues dècades i 24 cirurgies lluitant per recuperar la mobilitat de les mans, li van confeccionar un parell de guants biònics que li van permetre tornar a interpretar música.

## Llibres i pel·lícules
L'any 2001 es va publicar un llibre, titulat "Conversations with Martins", sobre la seva vida i carrera. Va ser escrit pel conegut pianista i professor de la Juilliard School David Dubal, coincidint amb els nous enregistraments de João de Mozart, Haydn i Beethoven.
El 2004 es va estrenar un documental alemany, Die Martins-Passion (96 min), que va guanyar diversos premis internacionals. La pel·lícula acompanya Martins durant les seves hores més fosques, resseguint els primers triomfs i esdeveniments dramàtics de la seva vida. Retrata seqüències de pel·lícules de la seva infància i els seus primers anys, així com algunes de les seves actuacions més impressionants. A la pel·lícula, Martins es troba amb alguns dels seus amics, com ara el futbolista Pelé i el llegendari pianista de jazz Dave Brubeck.
Una pel·lícula dramàtica biogràfica, "João, O Maestro" (João, el director), va ser dirigida per Bruno Barreto i protagonitzada per Alexandre Nero i Rodrigo Pandolfo com a Martins a l'edat adulta i jove, respectivament, i Alinne Moraes com a Carmen, la seva actual esposa. La pel·lícula es va estrenar a tot el món l'agost de 2017.

## Premis i divulgació
Martins és conegut per iniciar programes socials per a joves desfavorits al Brasil, a través de la seva fundació la "Fundação Bachiana Filarmônica", que dona suport a dues orquestres que ha fundat, l'Orquestra Filharmònica de Bachiana i l'Orquestra Jove Bachiana.